# Эгиди, Кристоф Мориц фон (младший)
Кристоф Мориц фон Эгиди (младший) (нем. Moritz von Egidy; 27 июля 1870, Пирна — 5 января 1937, Кронсгард) — немецкий военно-морской офицер, капитан 1-го ранга, командир крейсера «Зейдлиц» (1913—1917). Начальник военно-морской академии в Мюрвике. Гауптштурмфюрер СС.

## Биография
Сын политика и писателя Кристофа Морица фон Эгиди (старшего), брат писательницы Эмми фон Эгиди.
После окончания Королевской гимназии в Дрездене в апреле 1888 года вступил на службу в Императорский флот Германии. Совершил поездки в Южную Америку и США (1889—1890), на Дальний Восток (1904). Перед началом Первой мировой войной служил адъютантом Генриха Пруссого, брата кайзера Вильгельма II.
В мае 1913 года стал капитаном дальнего плавания и был назначен командиром линейного крейсера «Зейдлиц». Крейсер и его командир стали известны благодаря участию в двух крупнейших морских сражениях Первой мировой войны — сражении у Доггер-банки 24 января 1915 года и Ютландском сражении 31 мая и 1 июня 1916 года. В обоих сражениях «Зейдлиц» получил сильные повреждения, хотя действия экипажа и его командира в донесениях было отмечены как образцово-показательные.
За отличия был награждён Железным крестом 1 и 2 степени, Рыцарским крестом ордена дома Гогенцоллернов с мечами и Орденом Короны 2-й степени с мечами.
В конце Первой мировой войны был назначен командиром Мюрвикской военно-морской академии.
В 1933 годау вступил в НСДАП, стал членом СС . В ноябре 1934 года ему было присвоено звание унтерштурмфюрера, в сентябре 1935 года — оберштурмфюрера, в январе 1936 года — гауптштурмфюреру. Служил в главном офисе СД, был руководителем отделения СС в Гельтинге . Умер на своей ферме в Лангфельде в 1937 году.